# Ochthebius difficilis
Ochthebius difficilis är en skalbaggsart som beskrevs av Étienne Mulsant 1844. Ochthebius difficilis ingår i släktet Ochthebius och familjen vattenbrynsbaggar. Inga underarter finns listade i Catalogue of Life.